# Sint-Lucaskerk (Tilburg)
De Sint-Lucaskerk is een rooms-katholieke parochiekerk aan de Lage Witsiebaan in de Tilburgse wijk Het Zand. Het gebouw is in 1964 ontworpen door architect Jules Nouwens. In 1965 was het klaar.
De kerk maakte deel uit van de voormalige parochie Frater Andreas, welke in 2015 is opgegaan in de fusieparochie Peerke Donders. Het gebouw wordt ook gebruikt voor concerten.

## Architectuur
Het kerkgebouw is ontworpen in een sobere, modernistische stijl.
Het gebouwencomplex bestaat uit een zaalkerk, pastorie en overige bijgebouwen. Een klokkenstoel met één enkele klok bevindt zich op de noordwestelijke hoek van de kerkzaal, in het midden van het gebouwencomplex.

## Geschiedenis
De Lucaskerk was de derde parochiekerk in de wijk Het Zand. De overige kerkgebouwen waren de Pastor van Arskerk en de Goede Herderkerk. 
De Lucaskerk is als enige nog in gebruik voor de eredienst. De Goede Herderkerk is gesloopt in 1986. De Pastor van Arskerk is verbouwd tot wijkcentrum en bibliotheek.

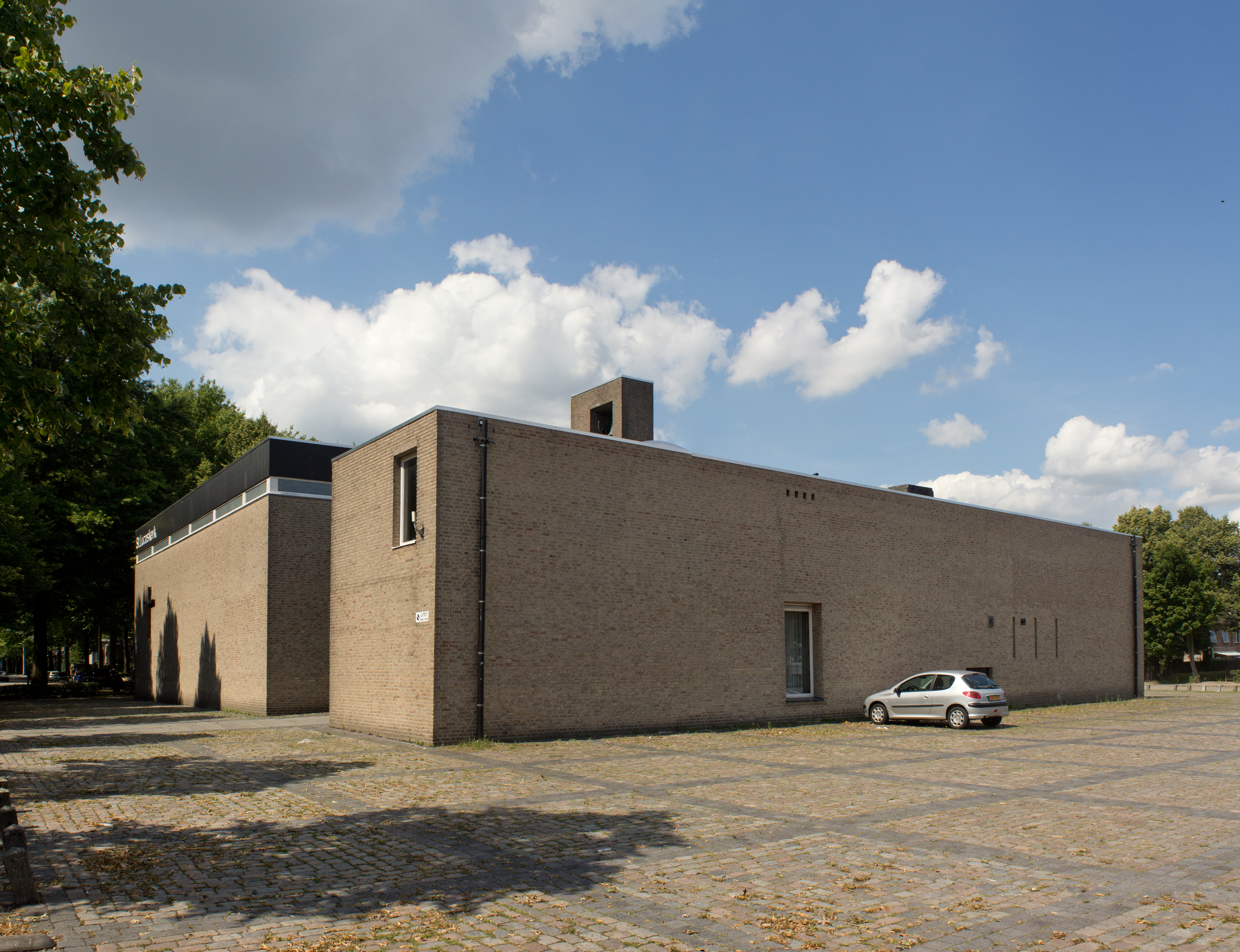
Het kerkgebouw